# Acırlı, Midyat
Acırlı là một thị trấn thuộc huyện Midyat, tỉnh Mardin, Thổ Nhĩ Kỳ. Dân số thời điểm năm 2010 là 4.644 người.